# Liste der Baudenkmäler in Oberviechtach
Auf dieser Seite sind die Baudenkmäler in der Oberpfälzer Stadt Oberviechtach zusammengestellt. Diese Tabelle ist eine Teilliste der Liste der Baudenkmäler in Bayern. Grundlage ist die Bayerische Denkmalliste, die auf Basis des Bayerischen Denkmalschutzgesetzes vom 1. Oktober 1973 erstmals erstellt wurde und seither durch das Bayerische Landesamt für Denkmalpflege geführt wird. Die folgenden Angaben ersetzen nicht die rechtsverbindliche Auskunft der Denkmalschutzbehörde.
 Die Liste gibt den Fortschreibungsstand vom 3. Juli 2018 wieder und umfasst 45 Baudenkmäler.

## Baudenkmäler nach Ortsteilen

### Oberviechtach
| Lage | Objekt                                                                | Beschreibung | Akten-Nr.     | Bild                                                               |
| --- | --------------------------------------------------------------------- | --- | ------------- | ------------------------------------------------------------------ |
| Am Bahnhof 2 (Standort)                                                                                 | Bahnhofempfangsgebäude                                                | Zweigeschossiger Walmdachbau mit flachem Standerker, Fassadengliederung mit Sandsteinquadern, um 1913. | D-3-76-151-1  | weitere Bilder                                                     |
| Am Bahnhof 2; B 22 (Standort)                                                                           | Steinbogenbrücke der Ostmarkstraße                                    | Dreijochig, Beton mit Verblendung aus bossierten Granitquadern, 1930er Jahre. | D-3-76-151-27 | weitere Bilder                                                     |
| Bahnhofstraße 7 (Standort)                                                                              | Gasthof                                                               | Zweigeschossiger Eckbau mit Halbwalmdach, rustizierten Ecklisenen und Stockwerkgesims, Mitte 19. Jahrhundert; Hofmauer mit Torbogen, verputztes Mauerwerk; Nebengebäude, erdgeschossiger Satteldachbau aus Bruchsteinmauerwerk; 18. Jahrhundert.                                                        | D-3-76-151-2  | Gasthof                                                            |
| Bahnhofstraße 13 (Standort)                                                                             | Ehemaliges Gasthaus                                                   | Zweigeschossiger Traufseitbau mit Fensterbankgesims, bezeichnet mit „1848“; Hoftor, stichbogenförmig, 19. Jahrhundert; Erdstall, sogenanntes Schrazlloch, mittelalterlich; Zugang vom Keller. | D-3-76-151-4  | Ehemaliges Gasthaus                                                |
| Bahnhofstraße 16 (Standort)                                                                             | Wohn- und Geschäftshaus                                               | Zweigeschossiger Traufseitbau, Rundbogenportal und Fenster mit abgefastem Stuckgewände, 19. Jahrhundert. | D-3-76-151-5  | Wohn- und Geschäftshaus                                            |
| Bezirksamtstraße 1 (Standort)                                                                           | Amtsgericht                                                           | Dreigeschossiger Walmdachbau, klassizistische Fassadengestaltung mit Putzrustika, Gesimsgliederung und Ecklisenen, zweigeschossiger Walmdachanbau im Westen, 1870. | D-3-76-151-6  | Amtsgericht                                                        |
| Bezirksamtstraße 5 (Standort)                                                                           | Landratsamt                                                           | Dreigeschossiger Zweiflügelbau mit Satteldach, Giebelzier und südlichem Zwerchgiebel, über hohem Sockelgeschoss, um 1919. | D-3-76-151-7  | Landratsamt                                                        |
| Dreifaltigkeit 5 (Standort)                                                                             | Ebnerkapelle                                                          | Dreiseitig geschlossener Satteldachbau, mit vorgezogenem Treppengiebel über flachbogig geöffnetem Säulenportikus, neugotisch, bezeichnet mit 1856; mit Ausstattung. | D-3-76-151-46 | weitere Bilder                                                     |
| Forstteile (Standort)                                                                                   | Bildstock, östlich des Johannisweg, am nördlichen Waldrand.           | Achtseitige Säule mit Bildnischenaufsatz und bekrönendem Eisenkruzifix, Granit, bezeichnet mit „1852“. | D-3-76-151-52 | BW                                                                 |
| Galgenberg, an der Staatsstraße nach Schönsee, ungefähr 300 Meter vor dem östlichen Ortsende (Standort) | Wegkapelle, sogenannte Neulederer-Kapelle                             | Rechteckiger Satteldachbau mit tonnengewölbtem Innenraum und Korbbogenportal, 18. Jahrhundert. | D-3-76-151-26 | Wegkapelle, sogenannte Neulederer-Kapelle                          |
| Nähe Kardinal-Bengsch-Straße (Standort)                                                                 | Katholische Kapelle Unsere Liebe Frau, sogenannte Bleichanger-Kapelle | Dreiseitig geschlossener Satteldachbau, Dachreiter mit Zwiebelhaube, Vorbau und Sgraffito-Malerei am Südgiebel, Neubau von 1954; mit Ausstattung. | D-3-76-151-8  | weitere Bilder                                                     |
| Marktplatz 5 (Standort)                                                                                 | Wohnhaus                                                              | Zweigeschossiger Eckbau mit Satteldach, stichbogigen Fenstern und Hofeinfahrt, im Kern wohl 18. Jahrhundert, nach 1847 verändert | D-3-76-151-11 | Wohnhaus                                                           |
| Marktplatz 9 (Standort)                                                                                 | Ehemaliges Lebzelterhaus                                              | Dreigeschossiger Halbwalmdachbau mit Sohlbankgesims, erdgeschossiges Korbbogenportal mit Steingewände, 1775, zweites Obergeschoss und Dach 19. Jahrhundert. | D-3-76-151-12 | Ehemaliges Lebzelterhaus                                           |
| Marktplatz 11 (Standort)                                                                                | Katholische Pfarrkirche St. Johannes Baptist                          | Dreiachsiger Saalraum mit gedrückter Stichkappentonne, nördlich Sandsteinquaderturm mit Doppelzwiebelhaube, Ostchor und Turm im Kern gotisch, Langhaus 1775/76 erneuert; mit Ausstattung; Eisenkruzifix, über Gusseisensockel mit Figurenrelief und Steinstele, Inschriftentafel bezeichnet mit „1843“. | D-3-76-151-13 | weitere Bilder                                                     |
| Marktplatz 13 (Standort)                                                                                | Apotheke                                                              | Dreigeschossiger Halbwalmdachbau mit rustizierten Ecklisenen, Sohlbankgesims und Fenstergiebel, im Kern 18./19. Jahrhundert, zweites Obergeschoss 1935. | D-3-76-151-14 | Apotheke                                                           |
| Mühlweg 7 (Standort)                                                                                    | Ehemalige Marktmühle, seit 2006 Doktor-Eisenbarth- und Stadtmuseum    | Zweigeschossiger Halbwalmdachbau aus verputztem Bruchsteinmauerwerk, erdgeschossige Tür- und Fenstergewände aus Sandstein, 1882. | D-3-76-151-17 | Ehemalige Marktmühle, seit 2006 Doktor-Eisenbarth- und Stadtmuseum |
| Nabburger Straße 4 (Standort)                                                                           | Ehemaliges Landgericht                                                | Zweigeschossiger Halbwalmdachbau mit rustizierten Ecklisenen, Korbbogenportal mit geschnitzten Torflügeln, bezeichnet mit „1834“. | D-3-76-151-19 | Ehemaliges Landgericht                                             |
| Nabburger Straße 5 (Standort)                                                                           | Wohnhaus                                                              | Zweigeschossiger Traufseitbau mit stichbogigen Fenster- und Türgewänden, geschnitzte Holztür; Hoftor, rundbogig; erste Hälfte 19. Jahrhundert. | D-3-76-151-20 | Wohnhaus                                                           |
| Nabburger Straße 8 (Standort)                                                                           | Ehemaliger Gasthof Zum Schwan,                                        | Zweigeschossiger Eckbau mit Halbwalmdach und rustizierten Ecklisenen, im Kern 18. Jahrhundert; Ausleger, Schmiedeeisen, bezeichnet mit „1883“. | D-3-76-151-21 | Ehemaliger Gasthof Zum Schwan,                                     |
| Nabburger Straße 10 (Standort)                                                                          | Wohnhaus                                                              | Zweigeschossiger Eckbau mit Halbwalmdach, Fenster mit Steingewänden, im Kern 18. Jahrhundert. | D-3-76-151-22 | Wohnhaus                                                           |
| Zum Bahnhof 1 (Standort)                                                                                | Wohnhaus                                                              | Zweigeschossiger Walmdachbau mit Stuckgliederung, um 1925. | D-3-76-151-24 | Wohnhaus                                                           |
| Zum Bahnhof, an der südöstlichen Grundstücksgrenze von Haus Nr. 2 (Standort)                            | Steinkreuz                                                            | Granit, wohl mittelalterlich. | D-3-76-151-25 | Steinkreuz                                                         |

### Dietersdorf
| Lage                                                      | Objekt              | Beschreibung | Akten-Nr.     | Bild           |
| --------------------------------------------------------- | ------------------- | --- | ------------- | -------------- |
| Dietersdorf 15; Bretzenberg (Standort)                    | Kapelle St. Walburg | Dreiseitig geschlossener Satteldachbau mit Glockengiebel, um 1720; vierzehn Kreuzwegstationen, Stele mit Bildnischenaufsatz und Dreieckgiebel, Granit, wohl zweite Hälfte 19. Jahrhundert; an der Staatsstraße 2159 Oberviechtach–Niedermurach. | D-3-76-151-33 | weitere Bilder |
| Hinterm Bühl, an der Kreisstraße 43 nach Teunz (Standort) | Steinkreuz          | Mit Hufeisenrelief, Granit, wohl mittelalterlich. | D-3-76-148-9  | Steinkreuz     |

### Eigelsberg
| Lage                             | Objekt                                        | Beschreibung                                                                          | Akten-Nr.     | Bild                  |
| -------------------------------- | --------------------------------------------- | ------------------------------------------------------------------------------------- | ------------- | --------------------- |
| Haus Nr. 9, im Garten (Standort) | Zugehöriger Erdstall, sogenanntes Schrazlloch | Mittelalterlich. Nicht nachqualifiziert, im Bayerischen Denkmal-Atlas nicht kartiert. | D-3-76-151-28 | BW                    |
| In Eigelsberg (Standort)         | Dorfkapelle St. Maria                         | Rechteckiger Satteldachbau, mit holzverschaltem Giebelreiter, um 1900.                | D-3-76-151-29 | Dorfkapelle St. Maria |

### Hof
| Lage              | Objekt                              | Beschreibung | Akten-Nr.     | Bild           |
| ----------------- | ----------------------------------- | --- | ------------- | -------------- |
| Hof 6 (Standort)  | Wohnhaus, sogenannter Hutzlerhof    | Eingeschossiger Halbwalmdachbau, erste Hälfte 19. Jahrhundert. | D-3-76-151-30 | weitere Bilder |
| Hof 7 (Standort)  | Sogenannter Moierhof                | Wohnhaus, erdgeschossiger Satteldachbau mit Zwerchgiebel, Fenster- und Türgewände aus Sandstein, um 1836; Stadel, lang gestreckter holzverschalter Ständerbau mit Satteldach, gezimmerte Torflügel, 19. Jahrhundert.                 | D-3-76-151-31 | BW             |
| Hof 13 (Standort) | Katholische Nebenkirche St. Ägidius | Romanischer Granitquadersteinbau mit Satteldach und Giebeltürmchen, flachgedecktes Langhaus mit eingezogenem Rechteckchor, wohl zweite Hälfte 12. Jahrhundert, teilweise Wiederherstellung nach Zerstörung 1658–60; mit Ausstattung. | D-3-76-151-32 | weitere Bilder |

### Johannisberg
| Lage                                                   | Objekt                                    | Beschreibung | Akten-Nr.     | Bild           |
| ------------------------------------------------------ | ----------------------------------------- | --- | ------------- | -------------- |
| Johannisberg 2; Forstteile; In Johannisberg (Standort) | Wallfahrtskirche Hl. Johannes von Nepomuk | Halbwalmdachbau mit flachgedecktem Langhaus und eingezogenem Chor mit Dreiseitschluss, blechverkleidetes Giebeltürmchen mit Satteldach, Mitte 18. Jahrhundert; mit Ausstattung; Kreuzigungsgruppe, Eisenkruzifix über Steinsockel, beidseitig flankiert von holzgeschnitzten Beifiguren auf Granitstelen, bezeichnet mit „1887“. | D-3-76-151-34 | weitere Bilder |

### Lind
| Lage                                                                                    | Objekt     | Beschreibung                                          | Akten-Nr.     | Bild           |
| --------------------------------------------------------------------------------------- | ---------- | ----------------------------------------------------- | ------------- | -------------- |
| Nähe Bruderbügerl, westlich der Straße Bahnhof Lind, an der Kreuzung St 2159 (Standort) | Steinkreuz | Mit verstümmelten Querarmen, Granit, mittelalterlich. | D-3-76-151-50 | weitere Bilder |

### Niesaß
| Lage                         | Objekt      | Beschreibung | Akten-Nr.     | Bild        |
| ---------------------------- | ----------- | --- | ------------- | ----------- |
| In Niesaß; Seugen (Standort) | Glockenturm | Holzverschalter Ständerbau mit flachem Pyramidendach und achteckigem Unterbau, spätes 19. Jahrhundert, Verschalung 1915, 2007 saniert. | D-3-76-151-35 | Glockenturm |

### Oberlangau
| Lage                                                             | Objekt     | Beschreibung                                                             | Akten-Nr.     | Bild           |
| ---------------------------------------------------------------- | ---------- | ------------------------------------------------------------------------ | ------------- | -------------- |
| Eslarner Berg, westlich der Kreisstraße 45, am Ödbach (Standort) | Steinkreuz | Mit vier tiefen Kerben, stark verstümmelt, Granit, wohl mittelalterlich. | D-3-76-151-47 | weitere Bilder |

### Obermurach
| Lage                     | Objekt                              | Beschreibung | Akten-Nr.     | Bild           |
| ------------------------ | ----------------------------------- | --- | ------------- | -------------- |
| In Obermurach (Standort) | Glockenturm                         | Holzverschalter Ständerbau, mit achteckigem Unterbau aus Bruchsteinmauerwerk, spätes 19. Jahrhundert, teilerneuert 1993. | D-3-76-151-48 | BW             |
| Obermurach 1 (Standort)  | Burgruine, sogenanntes Haus Murach  | Trapezförmige Anlage aus dem 13./14. Jahrhundert, mit Resten der Umfassungsmauer, des sogenannten Getreidekastens, der Burgkapelle und mit erneuertem Bergfried, Granitbruchsteinmauerwerk; Bergfried, Rechteckturm aus Bruchsteinmauerwerk; 13./14. Jahrhundert; auf beherrschender Bergkuppe, östlich über dem Murachtal. | D-3-76-151-36 | weitere Bilder |
| Obermurach 20 (Standort) | Wohnstallhaus, sogenannter Lintlhof | Erdgeschossiger Satteldachbau mit flachbogigen Gewändeöffnungen, 19. Jahrhundert. | D-3-76-151-38 | BW             |
| Obermurach 23 (Standort) | Gasthaus                            | Zweigeschossiger Satteldachbau, Stichbogentür mit Sandsteingewände, Mitte 19. Jahrhundert. | D-3-76-151-37 | Gasthaus       |

### Pirkhof
| Lage                                                                        | Objekt     | Beschreibung                                                | Akten-Nr.     | Bild |
| --------------------------------------------------------------------------- | ---------- | ----------------------------------------------------------- | ------------- | ---- |
| Bergacker, am nordwestlichen Waldrand der Waldabteilung Buchberg (Standort) | Steinkreuz | Steinkreuz, mit Wappenrelief, Granit, wohl mittelalterlich. | D-3-76-151-49 | BW   |

### Pullenried
| Lage                     | Objekt                            | Beschreibung | Akten-Nr.     | Bild           |
| ------------------------ | --------------------------------- | --- | ------------- | -------------- |
| Pullenried 8 (Standort)  | Wohnstallhaus                     | Erdgeschossiger Halbwalmdachbau, Fenster- und Türgewände aus Stein, mit leerer Rundbogennische, 18./19. Jahrhundert. | D-3-76-151-39 | weitere Bilder |
| Pullenried 37 (Standort) | Wohnhaus                          | Zweigeschossiger Giebelbau, Fenster mit Stuckrahmung, bezeichnet mit „1881“; Stadel, firstgedrehter und holzverschalter Stallanbau, nach 1881. | D-3-76-151-40 | weitere Bilder |
| Pullenried 39 (Standort) | Ehemalige Forstdienststelle       | Zweigeschossiger Flachwalmdachbau, mit profiliertem Traufgesims und Ecklisenen, Fenster mit Stuckrahmung; Stall, eingeschossiger Satteldachbau mit Stichbogeneinfahrt, Fenster mit Steingewände; Waschhaus, eingeschossiger Pultdachbau; 1881. | D-3-76-151-41 | weitere Bilder |
| Pullenried 41 (Standort) | Ehemaliges Hammerschloss          | Lang gestreckter zweigeschossiger Satteldachbau mit firstgedrehtem Anbau im Osten, Südgiebel mit Standerker, Korbbogenportal mit Pilasterrahmung, darüber Wappentafel der Herren von Schmauß, im Kern 16. Jahrhundert. | D-3-76-151-42 | weitere Bilder |
| Pullenried 43 (Standort) | Katholische Pfarrkirche St. Vitus | Barocke Saalkirche, flachgedecktes Langhaus mit Walmdach und eingezogenem Polygonchor, Giebelreiter mit Zwiebelhaube, um 1700; mit Ausstattung; Kreuzigungsgruppe, Kruzifix im Dreinageltypus, flankiert von Beifiguren auf Steinkonsolen, farbig gefasstes Holz, 19. Jahrhundert; an der südlichen Langhausseite; Grabplatte, mit Figurenrelief, frühes 17. Jahrhundert; an der südlichen Friedhofsaußenmauer. | D-3-76-151-43 | weitere Bilder |

### Schönthan
| Lage                    | Objekt      | Beschreibung                                                               | Akten-Nr.     | Bild        |
| ----------------------- | ----------- | -------------------------------------------------------------------------- | ------------- | ----------- |
| In Schönthan (Standort) | Glockenturm | Verschindelter Ständerbau mit Pyramidendach und profiliertem Gesims, 1801. | D-3-76-151-44 | Glockenturm |

### Wildeppenried
| Lage                                     | Objekt                              | Beschreibung | Akten-Nr.     | Bild           |
| ---------------------------------------- | ----------------------------------- | --- | ------------- | -------------- |
| Wildeppenried 35; Kirchenbühl (Standort) | Katholische Kirche St. Bartholomäus | Langhaus mit Satteldach und eingezogenem Polygonchor, viergeschossiger Turm mit achtseitigem Obergeschoss und Spitzhelm, 1869; mit Ausstattung; Friedhofsmauer, Bruchsteinmauerwerk, 18./19. Jahrhundert; Grabplatte der Herren von Wildstein, 15. Jahrhundert; in der jüngeren Friedhofsmauer beim Leichenhaus. | D-3-76-151-45 | weitere Bilder |